# جورج غريفيثز
جورج غريفيثز (9 أبريل 1938 بسيدني في أستراليا - ) (بالإنجليزية: George Griffiths)‏ هو لاعب كريكت أسترالي.

## وصلات خارجية
- جورج غريفيثز على موقع إي آس بي آن كريك إنفو (الإنجليزية)